# فرودگاه بخش ریچموند
 فرودگاه بخش ریچموند (به انگلیسی: Richmond County Airport) یک فرودگاه همگانی است که یک باند فرود آسفالت دارد و طول باند آن ۱۵۲۴ متر است. این فرودگاه در کشور ایالات متحده آمریکا قرار دارد و در ارتفاع ۱۰۹٫۱ متری از سطح دریا واقع شده است.